# 1623 en science
| Années de la science : 1620 - 1621 - 1622 - 1623 - 1624 - 1625 - 1626    |
| Décennies de la science : 1590 - 1600 - 1610 - 1620 - 1630 - 1640 - 1650 |

Cet article présente les faits marquants de l'année 1623 en science.

## Événements
- 3 février : Galilée reçoit l'autorisation de publier son Saggiatore qu'il dédie au nouveau Pape Urbain VIII[1].

- Wilhelm Schickard dessine pour Kepler une « horloge calculante » destinée à calculer les éphémérides. Il utilise des roues dentées et a déjà abordé le problème du report de retenue. Cette machine est détruite pendant sa construction et reste inconnue pendant plus de trois siècles, faisant de Schickard le principal précurseur de la machine à calculer[2].

## Publications
- 20 octobre 1623 : Galilée publie il Saggiatore nel quale con bilancia esquisita et giusta si ponderano le cose contenute nella libra astronomica et filosofica di Lotario Sarsi, etc (l'Essayeur), dans lequel il écrit que « le livre de l'Univers est écrit en langue mathématique ».

## Naissances

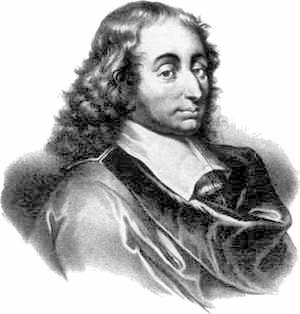
Blaise Pascal

- 27 mai : William Petty (mort en 1687), statisticien britannique, précurseur de l'économie politique et de la démographie.
- 19 juin : Blaise Pascal (mort en 1662), mathématicien et physicien français, inventeur de la machine à calculer.
- 23 août : Stanisław Lubieniecki (mort en 1675), astronome, historien et écrivain polonais.
- 23 septembre : Stefano degli Angeli (mort en 1697), mathématicien italien.
- 28 octobre : Johann Grueber (mort en 1680), missionnaire jésuite, astronome et explorateur autrichien de la Chine.
- 13 décembre : Francesco Eschinardi (mort en 1703), mathématicien italien.

## Décès
- 18 août : Nicolas Bergier (né en 1567), archéologue et historien français.
- 24 décembre : Michel Coignet (né en 1549), cosmographe, mathématicien et fabricant d'instruments belge.

- Brice Bauderon (né en 1540), médecin français.

## Sources
- Marguin, Jean, Histoire des instruments et machines à calculer, trois siècles de mécanique pensante 1642-1942, Hermann, 1994, 99 p. (ISBN 978-2-7056-6166-3)
- Taton, René, Le calcul mécanique. Que sais-je ?, Presses universitaires de France, 1963